# NS-Baureihe 4700
Die NS-Baureihe 4700 war eine Güterzug-Schlepptenderlokomotivreihe der Niederländischen Eisenbahnen (NS). Die 35 Exemplare der Baureihe wurden 1945 und 1946 vom schwedischen Hersteller Nydqvist och Holm (NOHAB) in Trollhättan erbaut. Anfang 1958 wurden die letzten Exemplare von den NS aus dem Betrieb genommen.

## Geschichte
Nach der Besetzung der Niederlande im Westfeldzug durch die deutsche Wehrmacht mussten die NS umfangreich Lokomotiven an die Deutsche Reichsbahn abgeben. Bei Kriegsende waren von den 866 nominell der NS gehörenden Dampflokomotiven 466 nach Deutschland abgefahren worden, von den Diesel- und Elektrotriebwagen waren sogar 83 % abtransportiert worden. Die niederländische Exilregierung in London bestellte daher bereits 1942 bei NOHAB im neutralen Schweden 50 neue Dampflokomotiven, um den für das Kriegsende erwarteten Fahrzeugmangel zu mildern, obwohl die NS ursprünglich davon ausgegangen war, nach dem Ende der Auslieferung der NS-Baureihe 6300 keine Dampflokomotiven mehr zu beschaffen.
Neben den 15 Schnellzuglokomotiven der NS-Baureihe 4000 bestellte sie für den Güterverkehr 35 Lokomotiven der Achsfolge D. NOHAB baute diese der Serie M3b der privaten Trafikaktiebolaget Grängesberg–Oxelösunds järnväger (TGOJ) nach, da für eine Neukonstruktion keine Zeit zur Verfügung stand. Zugelassen wurden die Lokomotiven in den Niederlanden für eine Höchstgeschwindigkeit von 70 km/h.

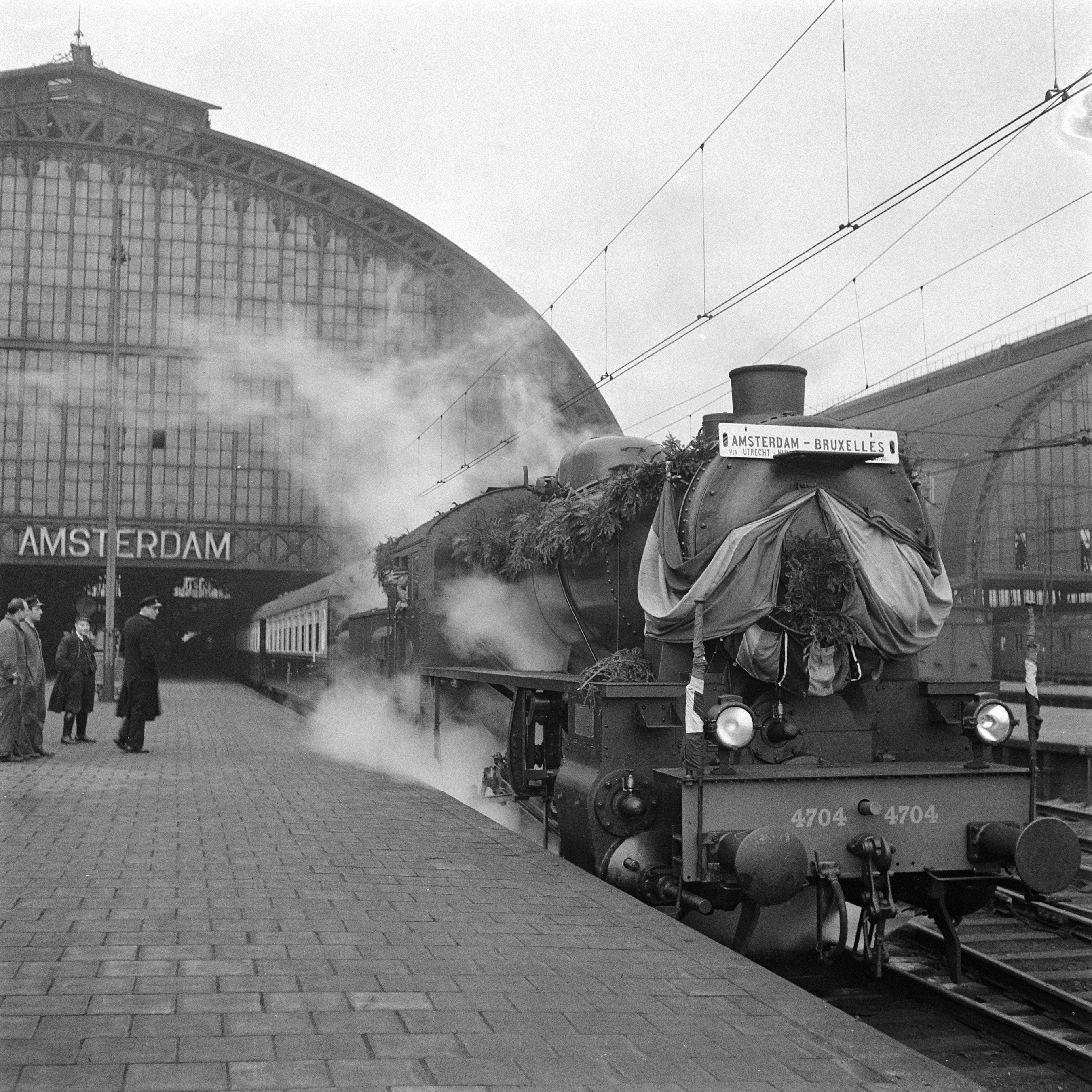
Lokomotive 4704 am 5. Dezember 1945 in Amsterdam CS vor dem ersten nach Ende des Zweiten Weltkriegs eingesetzten Pullmanzug nach Brüssel

Die erste Lokomotive wurde bereits im August 1945 per Schiff in Rotterdam angeliefert, weitere fünf Maschinen folgten bis Oktober ebenfalls per Schiff. Die übrigen Lokomotiven wurden schrittweise bis Juli 1946 von Schweden über Dänemark und Deutschland auf dem Landweg überführt. Alle Lokomotiven wurden zunächst in Amersfoort stationiert und für alle Zugarten eingesetzt. In den Folgejahren kamen Lokomotiven der Baureihe unter anderem in Bahnbetriebswerke in Maastricht, Roosendaal, Eindhoven und Amsterdam, der Lokomotivmangel der Nachkriegszeit führte dort ebenfalls dazu, dass sie neben dem ursprünglichen Einsatzgebiet im Güterverkehr auch Personenverkehrsleistungen erbrachten, gelegentlich auch Schnellzugleistungen. So bespannte die Lokomotive 4704 am 5. Dezember 1945 den ersten Pullmanzug zwischen Amsterdam und Brüssel.
Die durch den Krieg unterbrochene Elektrifizierung des niederländischen Eisenbahnnetzes setzte die NS nach dem Krieg beschleunigt fort. Die Reihe 4700 war daher bereits 1947 im Personenverkehr entbehrlich. Alle Lokomotiven wurden in den Betriebswerken in Eindhoven und Heerlen zusammengezogen, von dort wurden sie vor allem im wirtschaftlich wichtigen Kohlenverkehr aus dem Südlimburger Revier eingesetzt. Ab 1953 waren die Lokomotiven ausschließlich in Südlimburg eingesetzt und in Heerlen sowie Maastricht stationiert. Sie fuhren vor allem Kohlenzüge von den einzelnen Zechen des Reviers zum Rangierbahnhof in Susteren, von Maastricht aus erreichten sie auch den belgischen Grenzbahnhof Visé im Tal der Maas. Die schweren Kohlenzüge erforderten teilweise den Einsatz von Schiebelokomotiven. 
Im Laufe des Jahres 1957 wurden die meisten Lokomotiven der Baureihe ausgemustert. Zuletzt wurden im Dezember 1957 noch zwei Maschinen von Maastricht aus planmäßig eingesetzt, die am 31. Dezember ihre letzten Planleistungen erbrachten. Abgesehen von der formell letzten Fahrt der 3737 am 7. Januar 1958 ins Nederlands Spoorwegmuseum in Utrecht waren dies die letzten dampfbespannten Züge der NS. Alle Exemplare der Baureihe 4700 wurden im Laufe des Jahres 1958 ausgemustert und verschrottet.

## Technik
Wie die ebenfalls von NOHAB gelieferte Baureihe 4000 besaß die Reihe 4700 viele abweichende Merkmale, die für die niederländischen Eisenbahner neu und ungewohnt waren. Den nordischen Temperaturen entsprechend besaßen die Lokomotiven ein vollständig geschlossenes Führerhaus. Der Antrieb war – für die Bauzeit und die damalige Bevorzugung des einfacheren Zwillingsantriebs bei Lokomotiven dieser Größe ungewöhnlich – als Drilling mit drei Zylindern ausgeführt, die jeweils durch eine – bei den Außenzylindern außenliegende – Walschaerts-Steuerung bedient wurden. Die Lokomotiven wiesen dank dieses Antriebs allerdings ein sehr ruhiges Fahrverhalten auf. Sandbehälter und Dampfdom besaßen eine gemeinsame Verkleidung, ebenfalls ein in Schweden weit verbreitetes Merkmal, ebenso wie der verwendete Schlepptender nach einem in Schweden gerne verwendeten Entwurf von Karl Gölsdorf für seine kkStB-Lokomotiven. Typisch für schwedische Entwürfe war die kleine Rauchkammertür. 
Technisch fortschrittlich waren die an allen Achsen verwendeten Rollenlager und die sich selbsttätig reinigende Rauchkammer. Die ersten vier Lokomotiven erhielten ab Werk Kuhfänger und große Scheinwerfer nach schwedischen Modell, beides bei der NS von wenig Nutzen und daher sehr bald wieder entfernt. Wie bei der Reihe 4000 wurden die Feuerbüchsen aus Stahl um 1950 durch solche aus Kupfer ersetzt. Durch eine größere Version ersetzt wurden die kleinen Rauchkammertüren, da diese das Auswechseln von Rohren im Kessel erschwerten. Als unterhaltungstechnisch hilfreich erwies sich die bislang bei der NS unbekannte elektrische Beleuchtung des Triebwerks, die dazu führte, dass die Lokomotiven beim Personal den Spitznamen „De Kerstboom“ (deutsch: „Der Christbaum“) erhielten.